# Ilya Mudrov
Ilya Mudrov (né le 17 novembre 1991) est un athlète russe, spécialiste du saut à la perche. 

## Biographie
À la suite de la suspension de la Russie depuis novembre 2015 de toutes compétitions hors du territoire à cause d'un dopage d'Etat, Mudrov a déposé avec 38 autres athlètes un dossier afin de participer aux compétitions sous la qualification d'athlète neutre autorisé. Sa demande est acceptée le 11 avril 2017, avec 6 autres athlètes russes, contre 17 refusés.

## Palmarès
| Date | Compétition | Lieu    | Résultat | Marque |
| ---- | ----------- | ------- | -------- | ------ |
| 2015 | Universiade | Gwangju | 2e       | 5,50 m |

## Records
| Épreuve          | Épreuve   | Performance | Lieu   | Date            |
| ---------------- | --------- | ----------- | ------ | --------------- |
| Saut à la perche | Plein air | 5,80 m      | Moscou | 28 juillet 2016 |
| Saut à la perche | Salle     | 5,78 m      | Malmö  | 25 février 2015 |